# Вандре
Вандре́ (фр. Vandré) — коммуна во Франции, находится в регионе Пуату — Шаранта. Департамент коммуны — Шаранта Приморская. Входит в состав кантона Сюржер. Округ коммуны — Рошфор.
Код INSEE коммуны — 17457.

## Население
Население коммуны на 2010 год составляло 773 человека.
| 1962 | 1968 | 1975 | 1982 | 1990 | 1999 | 2010 |
| ---- | ---- | ---- | ---- | ---- | ---- | ---- |
| 564  | 602  | 646  | 678  | 745  | 725  | 773  |